# Liga Prom
La Segunda División de Panamá o Liga de Promoción — conocida como Liga Prom (oficialmente por motivos de patrocinio llamada Liga Prom Tigo) — es la segunda categoría del sistema de ligas de Panamá. La organiza desde 2021 la Liga Panameña de Fútbol  tras suceder a la Federación Panameña de Fútbol (FEPAFUT). Su primera temporada dio inicio con el Torneo Apertura 2021.
Esta categoría inició con un límite de edad de 20 años (nacidos en los años 2000) para los jugadores inscritos por los clubes. En la temporada 2022 se permitió la participación de jugadores categoría sub-21 (nacidos en 2001), para permitir la participación de los jugadores con límite de edad de la temporada pasada. Para el 2023 se espera regrese a su límite de edad original. También se les permite inscribir un total de 3 jugadores extranjeros a cada equipo. 
El inicio de la competencia se dio el 19 de febrero de 2021, de forma extraoficial y su primer campeón fue el Alianza Fútbol Club II.

## Historia
La Liga Prom de la Segunda División de Panamá, se puso en marcha con la reestructuración del fútbol panameño en el 2021, su creación llegó por parte de la Liga Panameña de Fútbol, y reemplazaría a la Liga de Ascenso.
Su temporada inaugural como categoría sub-20, se dio el 19 de febrero de 2021 con un total de 24 equipos en el Torneo Apertura 2021 Liga Prom. El primer partido se disputó entre el San Francisco FC U-20 contra el equipo de las Águilas de la Universidad de Panamá, en el Estadio Agustín Muquita Sánchez de La Chorrera.
El primer gol histórico del torneo fue anotado por el jugador Carlos Rivera del equipo filial del San Francisco FC.
A continuación el listado de los equipos fundacionales de la liga:
- Conferencia Este:
- Alianza FC II
- Academy FC Champions
- CD Centenario
- CD Plaza Amador II
- Colón C-3 FC
- Deportivo Árabe Unido II
- Panama City FC
- Potros del Este II
- San Martín FC
- Sporting San Miguelito II
- Tauro FC II
- Umecit FC

- Conferencia Oeste:
- Águilas de la UP
- Atlético Chiriquí II
- Herrera FC "B"
- Mario Méndez FC
- CA Independiente II
- San Francisco FC II
- SD Atlético Nacional
- SD Panamá Oeste
- Udelas FC
- Unión Coclé FC
- Universidad Latina
- Veraguas CD II

## Sistema de competición
El torneo de la Liga Prom Tigo, está conformado en dos partes:
- Fase de calificación: Se integra por dos conferencias, divididas en dos zonas (norte y sur) y se desarrolla por 10 jornadas respectivamente dentro de su grupo y 6 jornadas interzonas, para un total de 16 jornadas.
- Fase final: Se integra por los partidos de semifinales de Conferencias, finales de conferencias y la gran final.

### Fase de clasificación
En la fase de clasificación se observó el sistema de puntos. La ubicación en la tabla general está sujeta a lo siguiente:
- Por juego ganado se obtendrán tres puntos.
- Por juego empatado se obtendrá un punto.
- Por juego perdido no se otorgan puntos.

En esta fase participan los 24 clubes de la Liga Prom jugando en dos grupos llamadas conferencias durante las 16 jornadas respectivas.

### Fase final
En la fase final se observa el sistema de eliminación directa. Los 8 (ocho) mejores clubes ubicados en la tabla de posiciones avanzan a esta ronda, disputada de la siguiente manera. 
| - Conferencia Este: Semifinales de Conferencia: 1°A (Zona norte) vs. 2°B (Zona sur) 2°A (Zona sur) vs. 1°B (Zona norte) Final de Conferencia: Ganador Llave N°1 vs. Ganador Llave N°2 | - Conferencia Oeste: Semifinales de Conferencia: 1°A (Zona norte) vs. 2°B (Zona sur) 2°A (Zona sur) vs. 1°B (Zona norte) Finales de Conferencia: Ganador Llave N°1 vs. Ganador Llave N2 |

Gran Final:
Ganador Semifinal Conferencia Este vs. Ganador Semifinal Conferencia Oeste (Partido único). El equipo con mayor cantidad de puntos durante el torneo es quien ejerce de local en la final.

## Equipos participantes
| Equipo                      | Ciudad                         | Estadio                     | Capacidad |
| --------------------------- | ------------------------------ | --------------------------- | --------- |
| Academy Champions           | Colón, Colón                   | Armando Dely Valdés         | 1 121     |
| Águilas de la U.            | Ciudad de Panamá, Panamá       | Luis E. "Cascarita" Tapia   | 720       |
| Alianza U-20                | Juan Díaz, Panamá              | Luis E. "Cascarita" Tapia   | 720       |
| Árabe Unido U-20            | Colón, Colón                   | Armando Dely Valdés         | 1 121     |
| Atlético Chiriquí U-20      | David, Chiriquí                | San Cristóbal               | 2 890     |
| Atlético Nacional           | Juan Díaz, Panamá              | Luis E. "Cascarita" Tapia   | 720       |
| Bocas FC                    | Changuinola, Bocas del Toro    | Edson Arantes do Nascimento | 1 200     |
| Colón C-3 FC                | Colón, Colón                   | Armando Dely Valdés         | 1 121     |
| Panama City F. C.           | Ciudad de Panamá, Panamá       | Eagle Stadium               | 300       |
| Potros del Este U-20        | Pacora, Panamá                 | Maracaná                    | 5 500     |
| Herrera "B"                 | Chitré, Herrera                | Los Milagros                | 1 000     |
| Independiente U-20          | La Chorrera, Panamá Oeste      | Agustín "Muquita" Sánchez   | 3 000     |
| Mario Méndez                | David, Chiriquí                | San Cristóbal               | 2 890     |
| Plaza Amador U-20           | El Chorrillo, Panamá           | Maracaná                    | 5 500     |
| Panamá Oeste                | Capira, Panamá Oeste           | Agustín "Muquita" Sánchez   | 3 000     |
| San Martín                  | San Martín, Panamá             | Luis E. "Cascarita" Tapia   | 900       |
| San Francisco U-20          | La Chorrera, Panamá Oeste      | Agustín "Muquita" Sánchez   | 3 000     |
| Sporting San Miguelito U-20 | San Miguelito, Panamá          | Los Andes                   | 700       |
| Tauro U-20                  | Pedregal, Panamá               | Javier Cruz García          | 700       |
| UDELAS FC                   | San Miguelito, Panamá          | CAI Sport Center            | 500       |
| Umecit F.C. II              | Villa Zaita, Panamá            | Campo Futuras Promesas      | 300       |
| Unión Coclé                 | Penonomé, Coclé                | Virgilio Tejeira Andrión    | 900       |
| Universidad Latina          | Penonomé, Coclé                | Virgilio Tejeira Andrión    | 900       |
| Veraguas United             | Santiago de Veraguas, Veraguas | Aristocles Tocó Castillo    | 700       |

| Provincia      | N.º | Equipos |
| -------------- | --- | --- |
| Panamá         | 11  | Águilas, Alianza II, Atlético Nacional, Deportivo del Este II, Panama City, Plaza Amador II, San Martín, Sporting San Miguelito II, Tauro II, Udelas, Umecit II. |
| Colón          | 3   | Academy Champions, Árabe Unido II y Colón C-3 |
| Panamá Oeste   | 3   | Atlético Independiente II, Panamá Oeste y San Francisco II. |
| Coclé          | 2   | Unión Coclé y Universidad Latina |
| Chiriquí       | 2   | Atlético Chiriquí II y Mario Méndez FC |
| Bocas del Toro | 1   | CD Bocas FC |
| Herrera        | 1   | Herrera II |
| Veraguas       | 1   | Veraguas United F.C. |

## Mercadotecnia

### Difusión
Los primeros encargados de transmitir la liga fue la señal de Cable Onda Sports, mediante su canal COS FC (TV por paga), durante la temporada 2021 con partidos de forma esporádica durante el Torneo Apertura y Clausura.
Para la temporada 2022 se transmitió 1 partido por jornada de forma exclusiva a través de COS FC (TV Paga) hasta la jornada 11. A partir de la jornada 12 del Torneo Apertura 2022, los partidos empezaron a ser transmitidos por el canal especial de Tigo (posteriormente Tigo Sports). Para el Torneo Clausura 2022 entró la señal de Tigo Sports Panamá a transmitir un partido exclusivo los días viernes.

### Patrocinio
La Liga Prom fue patrocinada desde su inicio en 2021, por la compañía Tigo (Panamá). El patrocinador determina el nombre de la liga.
La lista a continuación detalla los patrocinadores desde su fundación:
- 2021-presente: Liga Prom Tigo.

## Historial

### Título de liga por torneo
| Año                           | Edición                       | Campeón                       | Resultados                    | Subcampeón                    | DT Campeón                    | Clubes Participantes          |
| Liga de Promoción (Liga Prom) | Liga de Promoción (Liga Prom) | Liga de Promoción (Liga Prom) | Liga de Promoción (Liga Prom) | Liga de Promoción (Liga Prom) | Liga de Promoción (Liga Prom) | Liga de Promoción (Liga Prom) |
| ----------------------------- | ----------------------------- | ----------------------------- | ----------------------------- | ----------------------------- | ----------------------------- | ----------------------------- |
| (A) 2021                      | I                             | Alianza F. C. II (1)          | 2:1                           | Mario Méndez F. C. (1)        | José Soriano                  | 24                            |
| (C) 2021                      | II                            | S. D. Panamá Oeste (1)        | 1:1 (3:1 p.)                  | C. D. Plaza Amador II (1)     | Javier Reales                 | 24                            |
| (A) 2022                      | III                           | Umecit F.C. (1)               | 0:0 (4:3 p.)                  | Mario Méndez F. C. (2)        | Freddy Romero                 | 24                            |
| (C) 2022                      | IV                            | Umecit F.C. (2)               | 1:1 (4:2 p.)                  | Mario Méndez F. C. (3)        | Freddy Romero                 | 24                            |
| (A) 2023                      | V                             | Veraguas United F. C. (1)     | 3:1                           | Academy Champions F. C. (1)   | Marcos Pimentel               | 24                            |
| (C) 2023                      | VI                            | Águilas de la U (1)           | 2:0                           | Veraguas United F. C. (1)     | David Acosta                  | 24                            |
| (A) 2024                      | VII                           | Sporting S. M. II (1)         | 2:1                           | Mario Méndez F. C. (4)        | César Aguilar                 | 24                            |
| (C) 2024                      | VIII                          | CD Plaza Amador II (1)        | 2:1                           | San Francisco FC II (1)       | Mike Stump                    | 24                            |
| (A) 2025                      | IX                            | SD Atlético Nacional (1)      | 1:0                           | CD Plaza Amador II (2)        | Gustavo Ávila                 | 24                            |

## Palmarés
| Club                    | Títulos | Subtítulos | Años campeón        | Años subcampeón                         |
| ----------------------- | ------- | ---------- | ------------------- | --------------------------------------- |
| Umecit F. C.            | 2       | 0          | (A) 2022, (C) 2022. |                                         |
| C. D. Plaza Amador II   | 1       | 2          | (C) 2024.           | (C) 2021, (A) 2025.                     |
| Veraguas United F. C.   | 1       | 1          | (A) 2023.           | (C) 2023.                               |
| Academia Costa del Este | 1       | 0          | (C) 2021.           |                                         |
| Águilas de la U         | 1       | 0          | (C) 2023.           |                                         |
| Alianza F. C. II        | 1       | 0          | (A) 2021.           |                                         |
| S. D. Atlético Nacional | 1       | 0          | (A) 2025.           |                                         |
| Sporting SM II          | 1       | 0          | (A) 2024.           |                                         |
| Mario Méndez F. C.      | 0       | 4          |                     | (A) 2021, (A) 2022, (C) 2022, (A) 2024. |
| Academy Champions F. C. | 0       | 1          |                     | (A) 2023.                               |
| San Francisco F. C. II  | 0       | 1          |                     | (C) 2024.                               |

### Campeones Conferencia Este
| Club                    | Títulos | Subtítulos | Años campeón                  | Años subcampeón               |
| ----------------------- | ------- | ---------- | ----------------------------- | ----------------------------- |
| C.D. Plaza Amador II    | 3       | 1          | (C) 2021, (C) 2024, (A) 2025. | (A) 2021.                     |
| Umecit F. C.            | 2       | 0          | (A) 2022, (C) 2022.           |                               |
| Sporting SM II          | 1       | 3          | (A) 2024.                     | (C) 2022, (C) 2023, (C) 2024. |
| Alianza F.C. II         | 1       | 1          | (A) 2021.                     | (C) 2021.                     |
| Academy Champions F.C.  | 1       | 1          | (A) 2023.                     | (A) 2022.                     |
| Águilas de la U         | 1       | 0          | (C) 2023.                     |                               |
| Tauro F.C. II           | 0       | 1          |                               | (A) 2023.                     |
| Panama City F.C.        | 0       | 1          |                               | (A) 2024.                     |
| Academia Costa del Este | 0       | 1          |                               | (A) 2025.                     |

### Campeones Conferencia Oeste
| Club                       | Títulos | Subtítulos | Años campeón                            | Años subcampeón               |
| -------------------------- | ------- | ---------- | --------------------------------------- | ----------------------------- |
| Mario Méndez F. C.         | 4       | 1          | (A) 2021, (A) 2022, (C) 2022, (A) 2024. | (C) 2024                      |
| Veraguas United F. C.      | 2       | 0          | (A) 2023, (C) 2023.                     |                               |
| S. D. Atlético Nacional    | 1       | 3          | (A) 2025.                               | (A) 2021, (C) 2021, (C) 2022. |
| Academia Costa del Este    | 1       | 1          | (C) 2021.                               | (A) 2024.                     |
| San Francisco F. C. II     | 1       | 1          | (C) 2024                                | (C) 2023.                     |
| C. D. Atlético Chiriquí II | 0       | 1          |                                         | (A) 2022.                     |
| Águilas de la U            | 0       | 1          |                                         | (A) 2023.                     |
| C. A. Independiente II     | 0       | 1          |                                         | (A) 2025.                     |

## Títulos por provincia
| Provincia    | Títulos | Títulos                                                                                              | Subtítulos | Subtítulos                 |
| ------------ | ------- | --- | ---------- | -------------------------- |
| Panamá       | 6       | Umecit F.C. (2), Alianza FC II (1), Águilas de la U (1), Sporting SM II (1), CD Plaza Amador II (1). | 1          | CD Plaza Amador II (1).    |
| Panamá Oeste | 1       | SD Panamá Oeste (1).                                                                                 | 1          | San Francisco F.C. II (1). |
| Veraguas     | 1       | Veraguas United FC (1).                                                                              | 1          | Veraguas United FC (1).    |
| Chiriquí     | 0       | | 4          | Mario Méndez FC (4).       |
| Colón        | 0       | | 1          | Academy Champions FC (1).  |

## Superfinales de la Liga Prom
| Año       | Edición   | Campeón                                                                   | Resultados                                                                | Subcampeón                                                                | DT Campeón                  | Clubes Participantes |
| Liga Prom | Liga Prom | Liga Prom                                                                 | Liga Prom                                                                 | Liga Prom                                                                 | Liga Prom                   | Liga Prom            |
| --------- | --------- | ------------------------------------------------------------------------- | ------------------------------------------------------------------------- | ------------------------------------------------------------------------- | --------------------------- | -------------------- |
| 2021      | I         | Alianza FC II                                                             | 4:1                                                                       | SD Panamá Oeste                                                           | José Soriano                | 2                    |
| 2022      | II        | Umecit FC se coronó campeón de los torneos Apertura 2022 y Clausura 2022. | Umecit FC se coronó campeón de los torneos Apertura 2022 y Clausura 2022. | Umecit FC se coronó campeón de los torneos Apertura 2022 y Clausura 2022. | Freddy Romero               | 1                    |
| 2023      | III       | Águilas de la U                                                           | 1:0                                                                       | Veraguas United FC                                                        | David Acosta                | 2                    |
| 2024      | IV        | Sporting SM II                                                            | 2:1                                                                       | CD Plaza Amador II                                                        | César Aguilar               | 2                    |
| 2025      | V         | () (Conferencia Este) () (Conferencia Oeste)                              | :                                                                         | () (Conferencia Este) () (Conferencia Oeste)                              | Bandera de ? · Bandera de ? | 4                    |

## Clasificación histórica
Actualizado al Torneo Clausura 2025. 
| Pos. | Equipo                     | Pts. | PJ  | G  | E  | P  | GF  | GC  | Dif. | Clasificación 2025 |
| ---- | -------------------------- | ---- | --- | -- | -- | -- | --- | --- | ---- | ------------------ |
| 1    | Sporting SM II             | 244  | 128 | 70 | 34 | 24 | 235 | 126 | +109 | Liga Prom          |
| 2    | S. D. Atlético Nacional    | 237  | 128 | 67 | 39 | 22 | 234 | 131 | +103 | Liga LPF           |
| 3    | Mario Méndez F. C.         | 233  | 128 | 68 | 32 | 28 | 217 | 119 | +98  | Liga Prom          |
| 4    | Tauro F. C. II             | 228  | 128 | 65 | 33 | 30 | 240 | 145 | +95  | Liga Prom          |
| 5    | C. A. Independiente II     | 210  | 128 | 58 | 36 | 34 | 228 | 156 | +72  | Liga Prom          |
| 6    | Academy Champions FC       | 209  | 128 | 61 | 32 | 35 | 207 | 129 | +78  | Liga Prom          |
| 7    | C. D. Plaza Amador II      | 209  | 128 | 59 | 32 | 37 | 249 | 167 | +82  | Liga Prom          |
| 8    | Águilas de la U.           | 200  | 128 | 56 | 32 | 40 | 196 | 141 | +55  | Liga Prom          |
| 9    | Ac. Costa del Este         | 187  | 128 | 54 | 25 | 49 | 212 | 170 | +42  | Liga Prom          |
| 10   | San Francisco F. C. II     | 180  | 128 | 51 | 27 | 50 | 205 | 188 | +17  | Liga Prom          |
| 11   | C. D. Árabe Unido II       | 171  | 128 | 46 | 33 | 49 | 144 | 140 | +4   | Liga Prom          |
| 12   | Panama City F. C.          | 168  | 128 | 44 | 36 | 48 | 163 | 185 | −22  | Liga Prom          |
| 13   | Udelas F. C.               | 167  | 128 | 47 | 26 | 55 | 195 | 217 | −22  | Liga Prom          |
| 14   | Potros del Este II         | 164  | 128 | 46 | 26 | 56 | 188 | 224 | −36  | Extinto            |
| 15   | Alianza F. C. II           | 161  | 128 | 42 | 35 | 51 | 177 | 202 | −25  | Liga Prom          |
| 16   | Unión Coclé F. C.          | 152  | 128 | 44 | 20 | 64 | 156 | 200 | −44  | Liga Prom          |
| 17   | Universidad Latina         | 138  | 128 | 38 | 24 | 66 | 183 | 238 | −55  | Liga Prom          |
| 18   | Umecit F.C.                | 128  | 64  | 39 | 11 | 14 | 108 | 50  | +58  | Liga LPF           |
| 19   | Herrera F. C. II           | 114  | 128 | 28 | 30 | 70 | 129 | 254 | −125 | Liga Prom          |
| 20   | San Martín F. C.           | 108  | 128 | 28 | 24 | 76 | 174 | 280 | −106 | Liga Prom          |
| 21   | C.D. Bocas F.C.            | 101  | 48  | 29 | 14 | 5  | 123 | 41  | +82  | Liga Prom          |
| 22   | Umecit F.C. II             | 98   | 64  | 29 | 11 | 24 | 105 | 96  | +9   | Liga Prom          |
| 23   | Atlético Chiriquí II       | 91   | 96  | 24 | 19 | 53 | 107 | 256 | −149 | Extinto            |
| 24   | Veraguas United F.C. II    | 80   | 64  | 24 | 8  | 32 | 88  | 110 | −22  | Liga Prom          |
| 25   | Colón C-3 F. C.            | 70   | 96  | 18 | 16 | 62 | 101 | 227 | −126 | Extinto            |
| 26   | Veraguas United F.C.       | 61   | 32  | 18 | 7  | 7  | 77  | 31  | +46  | Liga LPF           |
| 27   | C. D. Centenario           | 49   | 80  | 13 | 10 | 57 | 98  | 210 | −112 | Extinto            |
| 28   | Inter Panamá               | 38   | 32  | 10 | 8  | 14 | 36  | 47  | −11  | LNF                |
| 29   | Veraguas C.D. II           | 27   | 32  | 7  | 6  | 19 | 33  | 38  | −5   | Extinto            |
| 30   | Los Santos F.C.            | 18   | 32  | 4  | 6  | 22 | 34  | 91  | −57  | LNF                |
| 31   | Chorrillo F. C.            | 0    | 0   | 0  | 0  | 0  | 0   | 0   | 0    | Liga Prom          |
| 32   | La Familia F. C.           | 0    | 0   | 0  | 0  | 0  | 0   | 0   | 0    | Liga Prom          |
| 33   | Potros del Este            | 0    | 0   | 0  | 0  | 0  | 0   | 0   | 0    | Liga Prom          |
| 34   | S. D. Atlético Nacional II | 0    | 0   | 0  | 0  | 0  | 0   | 0   | 0    | Liga Prom          |

 Fuente: Liga Prom

## Estadísticas

### Jugadores con más goles
- Actualizado el - de enero de 2024.

| N.º | Jugador         | País   | Goles |
| --- | --------------- | ------ | ----- |
| 1   | Mario Henriquez | Panamá | 6     |
| 2   | Édgar Espinoza  | Panamá | 5     |
| 4   | [[]]            | {{}}   | 6     |
| 7   | [[]]            | {{}}   | 8     |